# Karen Joisten
Karen Joisten (* 18. Juni 1962 in Rüsselsheim) ist eine deutsche Philosophin und seit 2018 Professorin für Philosophie an der Rheinland-Pfälzischen Technischen Universität Kaiserslautern-Landau.

## Werdegang
Joisten studierte Philosophie, Germanistik und Pädagogik an der Johannes Gutenberg-Universität in Mainz. Sie schloss den Magister Artium mit einer Arbeit über „Das ‚Ressentiment‘. Schelers Nietzsche-Deutung von Nietzsche aus kritisch betrachtet“ ab. Ihre Promotion zum Dr. phil. mit der Schrift „Die Überwindung der Anthropozentrizität durch Friedrich Nietzsche“ mit dem Prädikat summa cum laude wurde 1993 mit dem Preis der Johannes Gutenberg-Universität „in Anerkennung der hervorragenden wissenschaftlichen Arbeit“ ausgezeichnet.
An der Johannes Gutenberg-Universität Mainz war Joisten als wissenschaftliche Mitarbeiterin, wissenschaftliche Assistentin und Hochschuldozentin am Philosophischen Seminar bis 2010 tätig. 2001 habilitierte sie sich dort mit einer Arbeit über „Philosophie der Heimat – Heimat der Philosophie“ (Publikation gefördert von der Deutschen Forschungsgemeinschaft); 2008 erfolgte die Ernennung zur apl. Professorin. In der Folge war Joisten Fellow am Forschungsinstitut für Philosophie Hannover, Akademieleiterin mit den Schwerpunkten der Medizin-, Psychiatrie- und Psychotherapieethik, hatte eine Gastprofessur am Institut für Philosophie an der Universität Kassel inne und war Fellow am Max-Weber-Kolleg: Advanced Cultural and Social Studies in Erfurt. 2016 übernahm sie die Vertretungsprofessur für Philosophie an der Technischen Universität Kaiserslautern. Im Anschluss an diese wurde Joisten 2018 zur Professorin für Philosophie an der Technischen Universität Kaiserslautern (Nachfolger: Rheinland-Pfälzischen Technischen Universität Kaiserslautern-Landau) ernannt.
An der RPTU Kaiserslautern ist sie Leiterin des Forschungsschwerpunktes EBAKIS (Ethische Begleitung für die Anwendung künstlicher intelligenter Systeme), Leiterin der Wilhelm-Schapp-Forschungsstelle und Herausgeberin des philosophischen Nachlasses Wilhelm Schapps. Am Distance and Independent Studies Center (Fernstudium) der RPTU Kaiserslautern-Landau ist sie fachliche Leiterin des Zertifikatsstudienganges Technoethik, der vom Bundesverband der Fernstudienanbieter zum „Studienangebot des Jahres 2021“ gekürt wurde und fachliche Leiterin des Masterstudienganges Management von Kultur- und Non-Profit Organisationen.
Seit 2020 ist Joisten Sprecherin von CEDIS (Center for Ethics and the Digitalized Society), das an der TU Kaiserslautern gegründet wurde und das Joisten auch maßgeblich initiiert hat. CEDIS an der Rheinland-Pfälzischen Technischen Universität Kaiserslautern-Landau ist ein interdisziplinärer Zusammenschluss von Wissenschaftlern und Wissenschaftlerinnen aus u. a. der Philosophie, Ethik, Informatik, Pädagogik, Politikwissenschaft, Linguistik, in dem die Digitalisierung, digitale Technologien und Künstliche Intelligenz (KI) in ihren gesellschaftlichen Auswirkungen für alle Lebensbereiche untersucht werden. Leitend sind Fragen danach, wie die sich im Zuge der Digitalisierung immer stärker in die Gesellschaft einschreibenden Schlüsseltechnologien ethisch und gesellschaftlich vertretbar zum Einsatz kommen können, welche Herausforderungen und welche Risiken zu bedenken sind und wie aus anwendungsorientierter Perspektive Handlungsempfehlungen gegeben werden können. 
Joisten ist berufenes Mitglied im Ethikkomitee des Universitätsklinikums des Saarlandes und Mitglied der Ethikkommission des Fachbereichs Sozialwissenschaften der RPTU Kaiserslautern-Landau, Standort Kaiserslautern. Sie war berufenes Mitglied im Ethikkomitee des Klinikums Kassel und der Ethikkommission am Psychologischen Institut der Johannes Gutenberg-Universität Mainz. Sie ist u. a. Mitglied der internationalen Forschergruppe ECO-ETHICA und hatte internationale Gastdozenturen u. a. in Prag und Bogota inne.

## Forschungsschwerpunkte
Joistens Forschungsschwerpunkte liegen sowohl in der praktischen als auch in der theoretischen Philosophie. Grundlagentheoretische Forschungsfragen verfolgt Joisten in anwendungsorientierter Perspektive, und zwar in ihren Implikationen und Konsequenzen für die Gesellschaft von heute und von morgen. Anthropologie, narrative Philosophie, Wissenschaftstheorie, Topik, Phänomenologie und Hermeneutik sind integraler Bestandteil der ethischen Forschungsschwerpunkte, die im Zuge der Forschungen von Joisten an der RPTU Kaiserslautern die Felder der Ethik der Digitalisierung, der Technoethik und der Ethik im Gesundheitswesen sowie die Themenfelder: Ethik, KI und Bildung, Ethik, KI und Nachhaltigkeit, Ethik, KI und Sprache in den Fokus rücken.
Im Zuge ihrer Forschungen im Kontext der Ethik der Digitalisierung und der Ethik im digital transformierten Gesundheitswesen hat Joisten die innovativen und integrativen ethischen Ansätze Technoethik und TEDS (Technoethics for Emerging Digital Systems) entwickelt.

### Technoethik, TEDS (Technoethics for Emerging Digital Systems) und EBAKIS (Ethische Begleitung für die Anwendung künstlicher intelligenter Systeme)
Der technoethische Ansatz nimmt die breit gefächerten ethischen Herausforderungen, die sich durch die gegenwärtigen technischen Transformationen der menschlichen Lebenswelt in ihren verschiedenen Lebensbereichen ergeben, zum Gegenstand und ist einer multiperspektivischen Zugangsweise verpflichtet. Er setzt sich mit ethischen Fragen der Digitalisierung, der informatischen Durchdringung der menschlichen Lebenswelt, den neuen Entwicklungen der Medizintechnik und der artifiziellen Veränderung des Arbeits-, Sozial- und des Privatlebens, den Veränderungen von Gewohnheiten und Fähigkeiten des Menschen auseinander. Technoethik versteht sich als integrativer Ansatz, in dem im Rückbezug des der technischen Transformation zugrundeliegenden Menschenbildes, Chancen und Möglichkeiten sowie Risiken und Grenzen der Mensch-Maschine-Interaktion für den Menschen und die Gesellschaft in ihren ethischen Herausforderungen und Konsequenzen problematisiert und kritisch-konstruktiv reflektiert werden. Dieser Ansatz fließt in TEDS ein, der sich insbesondere auf die ethischen Herausforderungen KI-basierter Schlüsseltechnologien fokussiert. Der technoethische Ansatz sowie TEDS fließen in die anwendungsorientierten Perspektiven des von Joisten geleiteten Forschungsschwerpunktes EBAKIS (Ethische Begleitung für die Anwendung künstlicher intelligenter Systeme) ein. EBAKIS adressiert die ethischen Herausforderungen, die sich durch die Entwicklungen, Anwendungen und Einsatzfelder künstlicher intelligenter Systeme in gesellschaftsrelevanten Lebensbereichen stellen. EBAKIS ist der partizipativen Forschung und Wissenschaftskommunikation verpflichtet und hat in anwendungsorientierter Perspektive auch die Ausarbeitung ethischer Handlungsempfehlungen zum Gegenstand.

## Schriften (Auswahl)

### Monographien
- Die Überwindung der Anthropozentrizität durch Friedrich Nietzsche. Würzburg 1994.
- Philosophie der Heimat – Heimat der Philosophie. Berlin 2003.
- Aufbruch. Ein Weg in die Philosophie. Berlin 2007.
- Philosophische Hermeneutik. Berlin 2009. (= Reihe Akademie Studienbücher)

### Herausgeberschaften
- Narrative Ethik. Das Gute und das Böse erzählen. Hrsg. v. Karen Joisten. Berlin 2007. (= Sonderband 17 der Deutschen Zeitschrift für Philosophie)
- Das Denken Wilhelm Schapps. Perspektiven für unsere Zeit. Freiburg 2010. (Hrsg. unter Mitarbeit von Nicole Thiemer.)
- Räume des Wissens. Grundpositionen in der Geschichte der Philosophie. Bielefeld 2010. (= Beiträge zu den Historischen Kulturwissenschaften)
- Wilhelm Schapp: Philosophie der Geschichten. Hrsg. zus. mit Jan Schapp. Frankfurt am Main 2015.
- Mitherausgeberin der Reihe „Olympische Studien“ (zusammen mit Eike Emrich, Manfred Messing,  Norbert Müller, Otto Schantz, Ingomar Weiler)
- Wilhelm Schapp. Auf dem Weg einer Philosophie der Geschichten. Teilband I. (= Schriften aus dem Nachlass) Hrsg. v. Karen Joisten, Jan Schapp und Nicole Thiemer, Freiburg i. Br. 2016.
- Wilhelm Schapp. Auf dem Weg einer Philosophie der Geschichten. Teilband II. (= Schriften aus dem Nachlass) Hrsg. v. Karen Joisten, Jan Schapp und Nicole Thiemer, Freiburg i. Br. 2017.
- Wilhelm Schapp. Auf dem Weg einer Philosophie der Geschichten. Teilband III. Mit einem Sach- und Personenregister der Bände I-III (= Schriften aus dem Nachlass) Hrsg. v. Karen Joisten, Jan Schapp und Nicole Thiemer, Freiburg i. Br. 2018.
- Wilhelm Schapp. Geschichten und Geschichte (= Schriften aus dem Nachlass. Bd. IV). Hrsg. v. Karen Joisten, Jan Schapp und Nicole Thiemer, Freiburg i. Br. 2019.
- Karen Joisten / Jan Schapp / Nicole Thiemer (Hrsg.): Die Rezeption der Geschichtenphilosophie Wilhelm Schapps. Kommentare und Fortsetzungen, Freiburg i. Br. 2020.
- Buchreihe Ethik-Mensch-Technik. Hrsg. v. Karen Joisten im J. B. Metzler Verlag ab 2021.